# Isola della Solitudine
L'isola della Solitudine (in russo Остров Уединения, Óstrov Uedinenija; in norvegese: Ensomheden) è un'isola russa che si trova isolata al centro del mare di Kara. Amministrativamente fa parte del Tajmyrskij rajon del territorio di Krasnojarsk, nel circondario federale della Siberia.

## Geografia
L'isola della Solitudine è lunga 18,5 km, ha una superficie di 20 km² e un'altezza massima di 25 m. Le terre più vicine sono le isole Izvestija CIK, circa 150 km a sud.
Il terreno è composto da sedimenti sabbiosi e la vegetazione è quella tipica della tundra. La parte occidentale dell'isola ha coste alte e ripide; a est la superficie dell'isola progressivamente si riduce in altezza. Brevi corsi d'acqua drenanti, a est, sfociano nel laguna settentrionale chiusa da una lingua di terra lunga e stretta. Il torrente più grande, il Johannsen, è lungo circa 2,5 km.
Data la sua posizione, il clima dell'isola è rigido, il mare circostante d'inverno è coperto dai ghiacci. Lastroni di ghiaccio si trovano comunemente anche in estate.

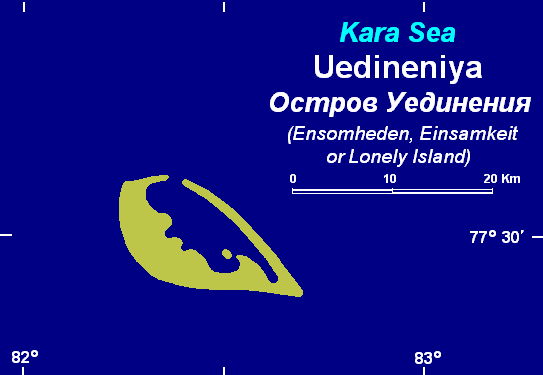

## Storia
L'isola fu scoperta il 26 agosto 1878 dal capitano norvegese Edvard Holm Johannesen (1844-1901) di Tromsø sulla goletta Nordland e fu chiamata Ensomheden (solitudine) a causa della sua posizione isolata. La bandiera russa è stata issata sull'isola della Solitudine nell'autunno 1915 dalla spedizione sul barcone Eclipse comandato da Otto Sverdrup.
Il 7 settembre 1934 la spedizione sulla rompighiaccio Sadko, con al comando il capitano A. K. Burke, e accompagnato dalla rompighiaccio Ermak, fondò sull'isola una stazione polare. L'8 settembre 1942, il sommergibile tedesco U-251 (comandata dal capitano Heinrich Timm) affiorò vicino all'isola e attaccò la stazione meteorologica e la sua guarnigione, sparando granate contro tali obiettivi, la stazione tuttavia ha continuato ad operare. Questa è stata una delle ultime azioni della cosiddetta operazione Wunderland della Kriegsmarine.
La stazione polare è stata chiusa nel 1996.
Durante una spedizione, nel 1930, è stata scoperta sull'isola una vertebra cervicale di un plesiosauro (Plesiosaurus latispinus). È stata studiata dal paleontologo sovietico A. N. Rjabinin.
Dal maggio 1993, l'isola della Solitudine è entrata a far parte della riserva naturale del Grande Artico, la più grande riserva naturale della Russia volta a preservare l'habitat dell'orso polare, di trichechi e foche, e molte specie di uccelli che vivono sull'isola.